# HTC Touch Cruise
HTC Touch Cruise，原廠型號HTC P3650，HTC P3651以及2009年的新版HTC T424X，是台灣宏達電公司所推出的智慧型手機，搭載微軟 Windows Mobile 6，首次採用鏡面設計，2008年1月於歐洲首度發表。時隔一年后推出新版HTC Touch Cruise，增加了專為輔助GPS的HTC Footprints足跡地理標記功能。HTC Polaris的客製版本有HTC P3650，HTC P3651，HTC Touch Cruise，HTC Touch Cruise P3651，SFR＆HTC Touch Cruise，HTC Touch Find，Dopod P860，O2 Xda Orbit 2。HTC Iolite的客製版本有HTC T424X，HTC Touch Cruise，Dopod Touch Cruise，O2 Xda Guide等。

## HTC Polaris技術規格
- 處理器：Qualcomm MSM7200 400 MHz
- 作業系統：Windows Mobile 6.0 Professional
- 記憶體：ROM：256MB，RAM：128MB
- 尺寸：110mm X 58mm X 15.5mm
- 重量：130g（含電池）
- 螢幕：QVGA 解析度、2.8 吋 TFT-LCD 平面式觸控感應螢幕
- 網路：HSDPA/WCDMA
- GPS：配備GPS及A-GPS
- 藍牙：2.0 with EDR
- Wi-Fi：IEEE 802.11 b/g
- 相機：300萬畫素相機，支援自動對焦功能
- 電池：1350mAh充電式鋰或鋰聚合物電池

## HTC Iolite技術規格
- 處理器：Qualcomm MSM7225 528 MHz
- 作業系統：Windows Mobile 6.1 Professional
- 記憶體：ROM：512MB，RAM：256MB
- 尺寸：102mm X 53.5mm X 14.5mm
- 重量：103g（含電池）
- 螢幕：QVGA 解析度、2.8 吋 TFT-LCD 平面式觸控感應螢幕
- 網路：HSDPA/WCDMA
- GPS：配備GPS及A-GPS
- 藍牙：2.0 with EDR
- Wi-Fi：IEEE 802.11 b/g
- 相機：320萬畫素相機，不支援自動對焦功能
- 電池：1100mAh充電式鋰或鋰聚合物電池

## 外部連結
- HTC P3650，HTC P3651 概觀
- HTC P3650，HTC P3651 技術規格
- HTC T4242 概觀[永久]
- HTC T4242 技術規格[永久]